# Križanci
Križanci is een plaats in de gemeente Žminj in de Kroatische provincie Istrië. De plaats telt 138 inwoners (2001).